# Isidro Corbinos
Isidro Corbinos Pontaque (Zaragoza, España, 1894 - Santiago, Chile, 30 de enero de 1966) fue un profesor y periodista español.
Fue futbolista en el FC Barcelona en la temporada 1914-15, en la que jugó un partido oficial. También jugó en el Catalònia de Manresa entre 1915 y 1917. Posteriormente se desempeñó como periodista en el diario La Vanguardia de Barcelona, fue redactor y director del diario deportivo Excelsior de Bilbao y posteriormente redactor del diario Ahora de Madrid.
Llegó a Chile a bordo del Winnipeg junto a su esposa y a su hija María. Fue colaborador de la revista Ercilla y Las Noticias de Última Hora. Fue profesor de la Escuela de Periodismo de la Universidad de Chile.
En Chile se creó el Premio Nacional de Periodismo deportivo Isidro Corbinos, que distingue al mejor de esa especialidad y es entregado por el Círculo de Periodistas Deportivos.